# سیزاپراید
سیزاپراید (به انگلیسی: CISAPRIDE)
رده درمانی: درمان مشکلات گوارش .
اشکال دارویی: قرص، قطره

## موارد مصرف
سیزاپراید در تعدادی از بیماری‌ها با علایم بازگشت غذا به مری (ریفلاکس) از قبیل دیس پپسی، ترش کردن و پس زدن غذا مفید است، همچنین هنگامی که تخلیه معده به تأخیر می افتد سودمند می‌باشد. این حالت در بعضی از بیماران دیابتی و کسانی که اسکلروز سیستمیک و نوروپاتی اتونومیک دارند اتفاق می افتد.

## مکانیسم اثر
افزایش حرکات دستگاه گوارش فوقانی. آگونیست رسپتور ۵-HT۴ سروتونین است و به نوعی شبیه پاراسمپاتیکومیمتیک‌ها عمل می‌کند و باعث آزادسازی استیل کولین در دستگاه عصبی آنتریک (روده‌ای) می‌شود.

## عوارض جانبی
یبوست، اسهال، نفخ، افزایش تولید گاز در روده‌ها، تهوع، سردرد، آبریزش بینی، درد شکم، گیجی، سینوزیت و تشنج و آریتمی قلبی.